# Pachycondyla aciculata
Pachycondyla aciculata es una especie de hormiga perteneciente a la subfamilia Ponerinae localizada en zonas selváticas de Nueva Guinea.  Aunque es una especie clasificada, sus costumbres no han sido aún estudiadas.